# Sony Xperia M
Die Sony-Xperia-M-Serie bezeichnet die mittelpreisigen Android-Smartphones der Xperia-Reihe von Sony. Sie bestand von 2013 bis 2016 und wurde mit der Einführung des Sony Xperia XA in selbige umbenannt.

## Xperia M
Das Xperia M (Modellnummer C1904/C1905) wurde im Juni 2013 angekündigt. Das Äußere dieses Modells ist an das Omnibalance-Design des Xperia Z und an das Sony-typische Arc-Design angelehnt. Es hat eine große Benachrichtigungs-LED am unteren Rand und unterstützt NFC und Bluetooth 4.0. Es gibt auch eine Dual-Sim-Variante des Xperia M („Xperia M dual“, Modellnummer C2004/C2005).
Das Xperia M wurde mit der Android-Version 4.1.2 Jelly Bean mit Sony UI ausgeliefert. Seit März 2014 ist ein Update auf Android 4.3 Jelly Bean erhältlich. Am 10. September 2014 wurde der Update-Support seitens Sony offiziell eingestellt.

### Display
Das Sony Xperia M besitzt ein 4 Zoll (10,16 cm) großes TFT-LC-Display mit einer Auflösung von 480 × 854 Pixeln (ca. 245 ppi Pixeldichte) und einem Farbraum von 16 Millionen Farben. Die Helligkeit des Displays beträgt laut Messungen verschiedener Fachzeitschriften um die 432 cd/m², was ausreicht, um das Smartphone bei direkter Sonneneinstrahlung ohne größere Probleme bedienen zu können.

Der Touchscreen unterstützt zudem Multi-Touch-Gesten mit bis zu vier Fingern.

### Kamera
Das Xperia M erlaubt HDR-Fotos und bietet eine 5-MP-Hauptkamera, welche – neben der 0,3-MP-Frontkamera – weitere Leistungsmerkmale wie ein Blitzlicht mit pulsierender LED, Autofokus, Fokussieren und Aufnahme durch Tippen, Geotagging, einen Bildstabilisator, Rote-Augen-Reduzierung, Selbstauslöser und eine Gesichts- und Lächelerkennung.

### Design
Das Aussehen des Xperia M besteht zum größten Teil aus Polycarbonat und besitzt eine Mischung aus dem „OmniBalance“-Design der Xperia-Z-Serie und dem Design der früheren Xperia arc Designlinie. Es besitzt am unteren Rand der Vorderseite eine große LED-Benachrichtigungsleiste, welche in verschiedenen Farben aufleuchten kann. Anders als die Smartphones der Xperia Z-Serie und Nachfolger des Xperia M, wie das Xperia M5, ist das Xperia M weder wasserdicht noch staubdicht. Dies hat aber auch zur Folge, dass es keine Klappen für seine Anschlüsse braucht.

### Bewertung und Kritik
In Expertentests wie z. B. der Zeitschrift Connect werden insbesondere die Ausdauer und das Design gelobt, aber der zu kleine, interne Speicher kritisiert.

## Xperia M2
Das Sony Xperia M2 wurde am 24. Februar 2014 im Rahmen des GSMA Mobile World Congress zusammen mit dem Xperia Z2 und dem Xperia Z2 Tablet als Nachfolger des Xperia M vorgestellt. Es besitzt das Sony-typische „OmniBalance“-Design, welches dem des Xperia Z2 stark ähnelt. Wie auch in diesem wird der Akku nun fest verbaut und die Rückseite ist nicht mehr abnehmbar. Die Unterschiede im Vergleich zum Vorgänger betreffen hauptsächlich das veränderte Design, der schnellere Prozessor und das Display, welches zwar etwas höher auflöst aber im Ergebnis eine niedrigere Pixeldichte aufgrund des stärker gewachsenen Displays zur Folge hat. Das Modell unterstützt die Mobilfunkstandards NFC und Bluetooth 4.0 Low Energy.
Das Xperia M2 wurde mit der Android-Version 4.3 Jelly Bean mit Sony UI ausgeliefert. Seit November 2014 ist ein Update auf Android 4.4.4 KitKat erhältlich. Im September 2015 bekam es ein Update auf Android 5.1.1 Lollipop. Ein Update auf die nächste Version Android 6.0 Marshmallow wird es laut Sony nicht bekommen.

### Display
Das Sony Xperia M2 besitzt ein 4,8 Zoll (12,19 cm) großes IPS-LC-Display mit einer Auflösung von 480 × 960 Pixeln (ca. 229 ppi Pixeldichte) und einem Farbraum von 16 Millionen Farben. Die Helligkeit des Displays beträgt laut Messungen verschiedener Fachzeitschriften um die 422 cd/m², was ausreicht, um das Smartphone bei direkter Sonneneinstrahlung ohne größere Probleme bedienen zu können.

Der Touchscreen unterstützt zudem Multi-Touch-Gesten mit bis zu vier Fingern.

### Kamera
Das Xperia M2 erlaubt HDR-Fotos und bietet eine 8-MP-Hauptkamera, welche – neben der 0,3-MP-Frontkamera – weitere Leistungsmerkmale wie ein Blitzlicht mit pulsierender LED, Autofokus, Fokussieren und Aufnahme durch Tippen, Geotagging, einen Bildstabilisator, Rote-Augen-Reduzierung, Selbstauslöser und eine Gesichts- und Lächelerkennung. Der Sensor basiert auf der Exmor-RS-Technologie, welche aus der Z-Serie bekannt ist.

### Design
Das Aussehen des Xperia M2 ist an das „OmniBalance“-Design des Xperia Z2 angelehnt. Die Rückseite und der Rahmen bestehen hier jedoch nicht aus Glas und Metall, sondern aus Polycarbonat bzw. Plastik. Die Lautsprecher sind an der unteren Kante anzufinden und belegen diese komplett. Seine Benachrichtigungs-LED ist wie auch beim Vorgänger am unteren Rand angebracht, jedoch ist sie etwas geschrumpft. Die Kamera auf der Rückseite ist mittig platziert und das Blitzlicht ist rechts daneben angebracht.

### Xperia M2 Aqua
Am 19. September 2014 stellte Sony das Xperia M2 Aqua vor. Im Vergleich zum normalen M2 gibt es folgende Unterschiede:
- es ist nach dem IP68-Standard vor Staub und Wasser zertifiziert
- damit einhergehend wurden der Micro-USB-Anschluss und der Klinkenanschluss mit Klappen versehen
- die Farboption Violett wurde durch Kupfer ersetzt
- die Rückseite ist nicht mehr glänzend und glasähnlich, sondern matt
- die Seiten sind nicht mehr glänzend, sondern sehen aus wie gebürstetes Metall
- die unverbindliche Preisempfehlung liegt 50 € über der des Xperia M2. Somit liegt diese bei 249 €.

### Bewertung und Kritik
In Expertentests wie z. B. der Zeitschrift Connect werden insbesondere die Ausdauer und das Design gelobt, aber das hohe Gewicht und der nun fest verbaute Akku kritisiert. Die Sende- und Empfangsleistung des M2 stellt dabei sogar viele, weitaus teurere Modelle der damaligen Zeit in den Schatten. Laut GSMArena.com hält eine Akkuladung überdurchschnittlich lange und ist das Design außergewöhnlich für ein Handy in diesem Preissegment, es besitze einen „echten Charakter“. Bemängelt wurde dagegen die Fotoqualität und die fehlende Unterstützung mancher Audio- und Video-Codecs. Das M2 Aqua hingegen fülle eine Nische aus, welche sonst lange Zeit von keinem Hersteller besetzt war, nämlich die eines wasserdichten Handys im preisgünstigeren Segment.

## Xperia M4 Aqua
Das Sony Xperia M4 Aqua wurde am 2. März 2015 im Rahmen des MWC als Nachfolger des Xperia M2 Aqua vorgestellt. Das Äußere dieses Modells ist an das Sony-typische „OmniBalance“-Design des Xperia Z3 angelehnt. Es zeichnet sich außerdem durch seinen Schutz nach IP68 vor Staub und Wasser aus.
Das Xperia M4 Aqua wurde mit der Android-Version 5.0 Lollipop mit Sony UI ausgeliefert. Eine Aktualisierung auf Version 6.0.1 Marshmallow wurde in Deutschland ausgeteilt.

### Display
Das Sony Xperia M4 Aqua besitzt ein 5 Zoll (12,7 cm) großes IPS-LC-Display mit einer Auflösung von 720 × 1280 Pixeln (ca. 294 ppi Pixeldichte) und einem Farbraum von 16 Millionen Farben. Die Helligkeit des Displays beträgt laut Messungen verschiedener Fachzeitschriften um die 501 cd/m², was ausreicht, um das Smartphone bei direkter Sonneneinstrahlung ohne größere Probleme bedienen zu können. Der Touchscreen unterstützt zudem Multi-Touch-Gesten mit bis zu vier Fingern.

### Kamera
Mit dem 1/2.3 inch Exmor RS for mobile-Sensor erlaubt die Kamera eine HDR-Videoaufnahme. Zudem bietet die 13-MP-Hauptkamera – neben der 5,1-MP-Frontkamera, welche auch fähig ist 88° Weitwinkelaufnahmen anzufertigen – weitere Leistungsmerkmale wie ein Blitzlicht mit pulsierender LED, Autofokus, Fokussieren und Aufnahme durch Tippen, Geotagging, einen Bildstabilisator, Rote-Augen-Reduzierung, Selbstauslöser und eine Gesichts- und Lächelerkennung.

### Design
Das Aussehen des Xperia M4 Aqua ähnelt dem „OmniBalance“-Design des Xperia Z3. Die Rückseite und der Rahmen bestehen hier jedoch nicht aus Glas und Metall, sondern aus Polycarbonat. Auf dem oberen Rand befinden sich von links nach rechts eine Benachrichtigungs-LED, die Frontkamera, das Sony-Logo und darüber der Telefonhörer. Das entsprechende Mikrofon ist am unteren Rand. Der Telefonhörer und das Mikrofon imitieren das Design der Stereo-Lautsprecher des Z3. Am oberen Ende der linken Seite befindet sich der Micro-USB-Anschluss zum Aufladen des Handys und die Datenübertragung zwischen anderen Geräten. Letztere funktioniert auch über Bluetooth 4.1 und NFC. Der Lautsprecher ist an der unteren Seite, zusammen mit einem weiteren Mikrofon. An der rechten Seite liegen ein zweistufiger Kameraknopf, der Lautstärkeregler und der Sony-typische Knopf zum An- und Ausschalten des Gerätes. Die obere Seite beherbergt den 3,5-mm-Klinkenanschluss für Zubehör wie beispielsweise Kopfhörer. Die Hauptkamera des Smartphones ist auf der Rückseite, wie beim Xperia Z3, in der linken oberen Ecke platziert und der Blitz darunter. Weiterhin ist auf dem oberen Abschnitt der Rückseite ein NFC-Logo, in der Mitte erneut ein Sony-Logo und im unteren Abschnitt ein Xperia-Logo. Es besitzt ähnliche Maße wie das Z3, jedoch ein um 0,2 Zoll kleineres Display und damit einhergehend auch größere Displayränder.

### Festigkeit
Das Gehäuse des Xperia M4 Aqua ist wasser- und staubdicht nach dem IP68-Standard. Das bedeutet, dass Staub in jeglicher Form und ein 30-minütiges Versinken in 1,5 m tiefem Wasser keine Schäden hervorruft.

### Bibi-Phone
Am 21. Oktober 2015 stellte die Deutsche Telekom in Kooperation mit Bianca Heinicke eine Sonderversion des M4 Aqua mit dem Namen „Sony Xperia M4 Aqua Bibi-Phone Edition“ vor. Es wird als „das Smartphone für Bibi-Fans“ vermarktet und richtet sich daher vor allem an Fans ihres YouTube-Kanals „BibisBeautyPalace“ und ihres Twitter-Accounts.
Die Unterschiede zum normalen Xperia M4 Aqua sind
- ein Porträt von Heinicke sowie eine Unterschrift in pink auf der Rückseite
- Klingeltöne von Bianca Heinicke, welche man sich über die App „Xperia-Lounge“ herunterladen kann
- dass es nur in Weiß mit 8 GB internem Speicher in Deutschland erhältlich ist
- der Preis von 249,95 €
- ein leicht abgeändertes Produktbild auf der Verpackung, welches auch die Rückseite zeigt

### Bewertung und Kritik
In Expertentests wie z. B. der Zeitschrift „Connect“ werden insbesondere das Display und das Design gelobt, aber der kleine, interne Speicher und die lange Zeit zum Laden des Akkus kritisiert.

### Preisentwicklung
Am 25. Januar 2016 senkte Sony die UVP des M4 Aqua in Deutschland von 279 € auf 229 €.